# Total Annihilation: Battle Tactics
Total Annihilation: Battle Tactics (Total Annihilation : Batailles Stratégiques en version française) est une extension du jeu vidéo de stratégie en temps réel Total Annihilation publiée en 1998. Contrairement à la précédente extension, Total Annihilation: The Core Contingency,  Batailles Stratégiques se focalise sur le jeu en solo avec l'ajout de trois nouvelles campagne pour chaque faction, qui font suite à celles de Core Contingency. Elle n'ajoute par contre que quelques cartes supplémentaires et seulement quatre nouvelles unités, avec pour chaque camp, un nouveau véhicule anti-aérien et un missile capable de neutraliser les troupes adverses.

## Accueil
| Total Annihilation: Batailles Stratégiques |      |       |
| Média                                      | Pays | Notes |
| Computer Gaming World                      | US   | 3.5/5 |
| GameSpot                                   | US   | 69 %  |
| Gen4                                       | FR   | 3/6   |
| Joystick                                   | FR   | 76 %  |